# Optimus (entreprise)
 (avril 2025).
La mise en forme du texte ne suit pas les recommandations de Wikipédia : il faut le « wikifier ».
Les points d'amélioration suivants sont les cas les plus fréquents. Le détail des points à revoir est peut-être précisé sur la page de discussion.
- Les titres sont pré-formatés par le logiciel. Ils ne sont ni en capitales, ni en gras.
- Le texte ne doit pas être écrit en capitales (les noms de famille non plus), ni en gras, ni en italique, ni en « petit »…
- Le gras n'est utilisé que pour surligner le titre de l'article dans l'introduction, une seule fois.
- L'italique est rarement utilisé : mots en langue étrangère, titres d'œuvres, noms de bateaux, etc.
- Les citations ne sont pas en italique mais en corps de texte normal. Elles sont entourées par des guillemets français : « et ».
- Les listes à puces sont à éviter, des paragraphes rédigés étant largement préférés. Les tableaux sont à réserver à la présentation de données structurées (résultats, etc.).
- Les appels de note de bas de page (petits chiffres en exposant, introduits par l'outil «  Source ») sont à placer entre la fin de phrase et le point final[comme ça].
- Les liens internes (vers d'autres articles de Wikipédia) sont à choisir avec parcimonie. Créez des liens vers des articles approfondissant le sujet. Les termes génériques sans rapport avec le sujet sont à éviter, ainsi que les répétitions de liens vers un même terme.
- Les liens externes sont à placer uniquement dans une section « Liens externes », à la fin de l'article. Ces liens sont à choisir avec parcimonie suivant les règles définies. Si un lien sert de source à l'article, son insertion dans le texte est à faire par les notes de bas de page.
- La présentation des références doit suivre les conventions bibliographiques. Il est recommandé d'utiliser les modèles {{Ouvrage}}, {{Chapitre}}, {{Article}}, {{Lien web}} et/ou {{Bibliographie}}. Le mode d'édition visuel peut mettre en forme automatiquement les références.
- Insérer une infobox (cadre d'informations à droite) n'est pas obligatoire pour parachever la mise en page.

Pour une aide détaillée, merci de consulter Aide:Wikification.
Si vous pensez que ces points ont été résolus, vous pouvez retirer ce bandeau et améliorer la mise en forme d'un autre article.
 (avril 2025).
Si vous disposez d'ouvrages ou d'articles de référence ou si vous connaissez des sites web de qualité traitant du thème abordé ici, merci de compléter l'article en donnant les références utiles à sa vérifiabilité et en les liant à la section « Notes et références ».
Optimus (dénommé Optimus Télécommunications) était un opérateur de télécommunications mobiles portugais et une marque de télécommunications, détenteur de licences d'utilisation GSM et UMTS, géré à 100 % par Optimus (aujourd'hui NOS). Constituée à la fin de 1997 sous le nom d'Optimus Télécommunications, elle a commencé ses opérations dans le système GSM le 15 septembre 1998 et a cessé ses activités en 2014.
En 2010, Clix a été renommé Optimus Clix (pt), l'opérateur de télécommunications portugais pionnier des chaînes de télévision, y compris les chaînes pour enfants (Canal Panda, JimJam (en), Disney Channel , etc.).
En août 2013, sa fusion avec ZON Multimédia a donné naissance à ZON Optimus, renommée depuis mai 2014, NOS.

## Histoire

### 1998
Optimus est née de l'union d'entreprises faisant partie de groupes économiques nationaux et internationaux, dont le Groupe Sonae, le principal actionnaire de l'opérateur, et à l'époque de son lancement, France Télécom (actuellement Orange).
Elle a commencé à opérer le 15 septembre 1998, rejoignant les autres opérateurs, MEO (anciennement TMN) et Vodafone. Ce début d'opérations a été suivi d'une campagne publicitaire intensive. La manière trouvée par l'entreprise pour attirer les clients a été de créer le statut de « Pionniers », où les clients pré-enregistrés pouvaient passer des appels à bas coût, 5 escudos (€ 0,025) par minute pour les clients d'Optimus.

### 1999
Le préfixe d'Optimus, qui était initialement 0933, est passé à 93, suivant le nouveau système de numérotation du pays. Au préfixe s'ajoute le numéro du client, sept chiffres, formant ainsi un numéro unique de neuf chiffres.

### 2000
Optimus a lancé le service de diffusion cellulaire offrant un ensemble d'informations sur l'Euro 2000, permettant de suivre le déroulement du championnat de football via le téléphone mobile. Ce service permettait de suivre l'évolution des matchs en temps réel, grâce à une mise à jour permanente des résultats. Les informations disponibles incluaient également le classement des différentes équipes, y compris les points, le nombre de matchs joués, les matchs nuls, les victoires, les défaites et les buts marqués et encaissés, ainsi que les principales nouvelles concernant la sélection nationale.
La même année, l'entreprise a obtenu l'une des quatre licences pour UMTS.

### 2004
Optimus change son image, troquant le bleu pour l'orange. Ce changement a suscité des rumeurs selon lesquelles un changement de marque pour Orange pourrait être en préparation, ce qui ne s'est pas concrétisé. Le 15 novembre, Optimus, en partenariat avec Novis (qui fait également partie de Sonaecom SGPS), a lancé un nouveau service de téléphonie fixe intitulé Optimus Home. Avec pour objectif de concurrencer la PT (aujourd'hui Altice) (qui dominait le marché des télécommunications fixes), un service téléphonique sans abonnement mensuel, inédit au niveau mondial, a été créé. Il est devenu une alternative sur le marché pour les foyers connectés à des réseaux fixes de communication, avec une proposition de valeur très attractive, de sorte qu'après un an de commercialisation, environ 100 000 familles ne payaient plus d'abonnement mensuel.

### 2005
Le service Internet sans fil via GPRS et 3G a été lancé, avec des vitesses de downlink supérieures à 386 kbits/s, sous le nom commercial de Kanguru. Ce service a subi des modifications en mai 2006 avec le lancement de Kanguru Xpress, utilisant HSDPA. Sa vitesse est supérieure à 1,8 Mbits/s.

### 2006
Un service interactif de messages écrits flash Idle Screen a été testé en phase pilote, impliquant 300 clients, qui recevaient des messages directement sur l'écran de leur téléphone mobile et pouvaient interagir avec eux en fonction du contenu et du thème reçu. Le service a connu un immense succès ces dernières années dans plusieurs opérateurs de divers pays. (Cependant, le service n'a pas été poursuivi au niveau commercial et a été abandonné sans même avoir été lancé).

### 2007
Le 1er novembre, la fusion par absorption d'Optimus Télécommunications (opérateur mobile) dans Novis Telecom (opérateur fixe, qui détenait Clixgest - gestionnaire d'Optimus Clix), a été décidée, et l'entreprise a été renommée Sonaecom - Services de Communication.

### 2008
Le 8 janvier, la nouvelle image de l'entreprise a été officiellement lancée, se « détachant » ainsi du boomerang (utilisé depuis dix ans), le remplaçant par le magma, pour transmettre l'idée d'un organisme vivant, moderne et facilement modulable. Cet événement a été marqué par une grande fête au Pavilhão Atlântico à Lisbonne : plus de 2 800 personnes, dont des collaborateurs et des invités, ont assisté à la révélation de la nouvelle image, accompagnée d'un spectacle de pyrotechnie.
En mai de la même année, le tarif TAG a été lancé, pionnier dans le segment. Ce nouveau concept de tarif permet aux clients ayant le même tarif de communiquer gratuitement entre eux, que ce soit pour les appels (voix et vidéo) ou les messages (textes et multimédias). Cette nouvelle approche du marché a eu tant de succès qu'elle a incité les autres opérateurs à créer des concepts similaires, tels que les tarifs Vita 91 Extreme et Yorn Power Extravaganza (de Vodafone) et Moche (chez MEO).

### 2010
Fusion d'Optimus avec Clix, Optimus devenant l'unique entreprise de télécommunications de Sonaecom.
Optimus Clix, l'opérateur relancé, va concurrencer ZON TV (aujourd'hui NOS), MEO, Vodafone et Cabovisão (aujourd'hui Nowo).

### 2011
Semblable à 1998, Optimus crée le concept « Pionniers », cette fois associé au tarif TAG, permettant ainsi à toutes les adhésions réalisées en mai 2008 un rechargement mensuel obligatoire de 9,99 € et toutes les tarifications originales du tarif. Tous les autres clients avec le tarif TAG ont désormais un rechargement mensuel obligatoire de 12,50 €.
Optimus Clix lance un service de télévision par câble, incluant internet et téléphone, et a également remporté le prix international de « Meilleur Service Client » d'Europe, du Moyen-Orient et d'Afrique, en remportant les prix Contact Center World 2011, dans la catégorie « Best in Customer Service - EMEA ». L'entreprise est distinguée aux « APCC Portugal Best Awards 2010 » comme ayant le meilleur service client au Portugal. Optimus (ainsi qu'Optimus Clix (pt)) a changé de slogan de De quoi as-tu besoin ? à Ce qui nous unit est Optimus.

### 2012
Le 31 octobre 2012, les chaînes premium pour enfants Disney Cinemagic et Disney Cinemagic HD ont cessé d'émettre pour des raisons liées à Optimus Clix, devenant exclusives à Optimus Clix (aujourd'hui NOS).

### 2013
Optimus Télécommunications et ZON Multimédia étaient en négociations pour fusionner les deux entreprises depuis 2012. En 2013, l'entité régulatrice pour la Communication Sociale a informé l'Autorité de la Concurrence qu'elle ne s'opposait pas à l'opération, qui s'est concrétisée en 2013, formant ZON Optimus.
Dans une manœuvre risquée le 31 juillet 2013, à la veille de sa fusion avec Zon, Optimus Clix, opérateur de services de télévision par câble, a décidé de ne pas se conformer au décret-Loi 9/2013 qui régule la liquidation, la collecte, le paiement et la surveillance des taxes prévues par la Loi no 55/2012 (du 6 septembre, qui approuve la loi des activités cinématographiques et audiovisuelles) et a refusé de payer les taxes dues par l'entreprise à l'État portugais.

### 2014
Le 16 mai 2014, la marque Optimus a cessé d'exister (ainsi que ZON Multimédia) et la marque NOS est née, fruit de la fusion entre les deux marques. Le résultat a été constaté cinq mois plus tard, lorsque Telecomunicações Móveis Nacionais (TMN) est passé à MEO.
Dans le cadre des activités liées au changement pour NOS, le site web d'Optimus a cessé de fonctionner le 16 mai 2014, redirigeant vers ZON TV Cabo Portugal et Optimus Télécommunications, qui sont devenues NOS Communications. Le résultat a suivi celui de MTV.

### 2015
En septembre 2015, un an après le passage à la marque NOS, fermeture du site Clix.

## Récompenses
Optimus a déjà été récompensée par trois GSM Awards :
- 1999 : Meilleure innovation technologique
- 2000 : Meilleur service GSM pour les clients
- 2001 : GSM dans la Communauté

1er Prix partagé avec Geocell (Géorgie), MTN Networks (Sri Lanka) et Mobitai (Taïwan).

## Clients
Selon le décompte de l'ANACOM (en) au 3e trimestre 2011, compris entre juin et septembre, il y avait plus de 16 millions de numéros de téléphone mobile actifs au Portugal, dont 3,58 millions de clients Optimus, représentant 15,4 % de part de marché, soit 1,4 % de plus que le trimestre précédent.

## Classification
Chez Optimus, il existe plusieurs classifications internes, ou niveaux, pour ses clients, qui déterminent l'exposition aux offres de durée limitée, les tarifs qu'ils possèdent et la rapidité et la qualité du support client.
En ce qui concerne les tarifs, les classifications sont :
- Pionniers : Tous les clients qui adhèrent au tarif pendant la période de lancement de celui-ci (exemples : Boomerang Pionniers, TAG Pionniers), condition qui n'est acquise que par ancienneté, c'est-à-dire lorsque le client a déjà une longue période de permanence dans ledit tarif ou lorsque celui-ci est supprimé, constituant l'une ou l'autre des raisons pour que, s'il y a des modifications au tarif, les clients Pionniers conservent les mêmes tarifs et le même coût.
- Promotionnels : Tous les clients qui adhèrent au tarif pendant une période où il y a des conditions spécifiques et promotionnelles conservent cette désignation.
- Tous les clients qui ne possèdent aucune de ces deux désignations dans les tarifs sont considérés comme des clients normaux dans ce chapitre.

En ce qui concerne l'argent dépensé avec l'opérateur, les classifications sont :
- Clients A : Post-payés en général et clients avec des rechargements fréquents selon le tarif. Dans cette catégorie entrent également certains tarifs spéciaux, notamment le tarif TAG Sonae, par exemple, et des cartes avec des tarifs liés aux collaborateurs d'Optimus en général ;
- Clients B : Eles clients peuvent effectuer plus ou moins de rechargements selon le tarif. Ils sont divisés en B1 et B2, selon le tarif et les valeurs ;
- Clients C : Ce sont généralement des clients avec de nouvelles cartes (sans premier rechargement) et certains tarifs libres de rechargements comme le Optimus Pop ou les anciens tarifs à la seconde de Rede4. Il est important de noter que les nouvelles cartes, mais avec un tarif de collaborateur, passent directement au niveau A.

Les clients mieux classifiés ont, par exemple, une plus grande probabilité et possibilité d'accéder à des offres de courte durée et obtiennent la priorité dans le support client en termes de temps d'attente, bénéficiant également d'une meilleure qualité de service, ainsi que d'un accès à de meilleures conditions s'ils décident de renégocier les conditions tarifaires qu'ils possèdent chez Optimus.

## Opérateur virtuel Continente Mobile
En juillet, dans le cadre d'un partenariat entre Optimus et Continente, un opérateur mobile virtuel Continente Mobile a été créé le 8 juillet 2009. Un appel d'une minute vers n'importe quel réseau coûtait 12 centimes, un SMS coûtait 10 centimes.

## Couverture
La couverture mobile de NOS est la même que celle d'Optimus.
NOS couvre actuellement environ 98 % du territoire du pays. Cependant, la couverture présente quelques failles de couvertures dans la région de Lisbonne. Sur les îles, l'opérateur a une faible couverture aux Açores et une couverture satisfaisante à Madère.
Certaines zones du Portugal continental, en particulier à l'intérieur, ne disposent que de la couverture du réseau mobile NOS, la couverture de MEO et de Vodafone étant inexistante ou insuffisante dans ces zones.